# Ocyptamus cymbellina
Ocyptamus cymbellina är en tvåvingeart som först beskrevs av Hull 1944.  Ocyptamus cymbellina ingår i släktet Ocyptamus och familjen blomflugor.
Artens utbredningsområde är Ecuador. Inga underarter finns listade i Catalogue of Life.